# یواس‌اس وولسی (دی‌دی-۷۷)
یواس‌اس وولسی (دی‌دی-۷۷) (به انگلیسی: USS Woolsey (DD-77)) یک کشتی بود که طول آن ۳۱۴ فوت ۴ ۱⁄۲ اینچ (۹۵٫۸۲۲ متر) بود. این کشتی در سال ۱۹۱۸ ساخته شد.